# Mihail Egorov
Mihail Alexeevici Egorov (n. 5 mai 1923 – d. 20 iunie 1975) a fost un Erou al Uniunii Sovietice (8 mai 1946), sergent al Armatei Roșii, care a arborat împreună cu Meliton Kantaria, (conform versiunii propagandei sovietice oficiale),  Steagul Victoriei pe acoperișul Reichstagului german pe 30 aprilie 1945, ora 21:50.
Egorov s-a născut într-o familie de țărăni din satul Ermoșenki, raionul Rudianskogo, regiunea Smolensk, RSFS Rusă. După absolvirea școlii primare, a început să lucreze într-un colhoz. În timpul ocupației Smolenskului de către Germania Nazistă, s-a alăturat grupurilor de partizani, care luptau împotriva invadatorului. A fost mobilizat în rândurile Armatei Roșii în decembrie 1944, în cadrul Armatei a 3-a de șoc a Frontului I Bielorus.
Prin decretul Prezidiului Sovietului Suprem al Uniunii Sovietice, lui Egorov i-a fost conferit titlul de Erou al Uniunii Sovietice și i-au fost acordate Ordinul Lenin și Medalia Steaua de Aur. M. A. Egorov a rămas în cadrul armatei până în 1947. A urmat cursurile școlii agricole de partid în Smolensk. A lucrat la Fabrica de lapte din orașul  Rudnaia. A murit pe 20 iunie 1975 într-un accident rutier.
Numele său a fost dat unei străzi din Smolensk și unei alteia în satul Monastirșcina din regiunea Smolensk. La fabrica de lapte din orașul Rudnaia și la casa memorială a eroului au fost dezvelite plăci memoriale. Egorov a fost  numit Cetățean de onoare al orașelor Berlin și Smolensk.

## Scrieri
M. A. Egorov și M. V. Kantaria,   Знамя Победы (Steagul Victoriei), Moscova, 1975.